# Jean de Dammartin
Jean de Dammartin ou Jehan de Dammartin parfois orthographié Dampmartin est un architecte français né au XIVe siècle à Jargeau dans l'ancienne province de l'Orléanais et mort à Tours en 1454,.
Il est le fils de Drouet de Dammartin et probablement le neveu de Guy de Dammartin,.

## Biographie
Jean de Dammartin est né à la fin du XIVe siècle à Jargeau dans l'ancienne province de l'Orléanais.
Jean de Dammartin est l'architecte du transept de la cathédrale Saint-Julien du Mans, entre 1420 et 1431.
Contraint de quitter Le Mans après la prise de la ville par les Anglais durant la guerre de Cent Ans, il succède à Olivier Freredoux comme architecte de la cathédrale Saint-Gatien de Tours à partir de 1431 et y travaille jusqu'en 1453 sur la façade, date à laquelle il est remplacé par Jean Papin. Il est désigné dans les textes comme « maistre et gouverneur de l'église de Tours »,.
Jean épouse Jeannette Moreau et a un fils, Huguet de Dammartin, sculpteur, qui travaille sous sa direction, dès 1431, sur la façade de la cathédrale de Tours.
Il meurt à Tours en 1454.

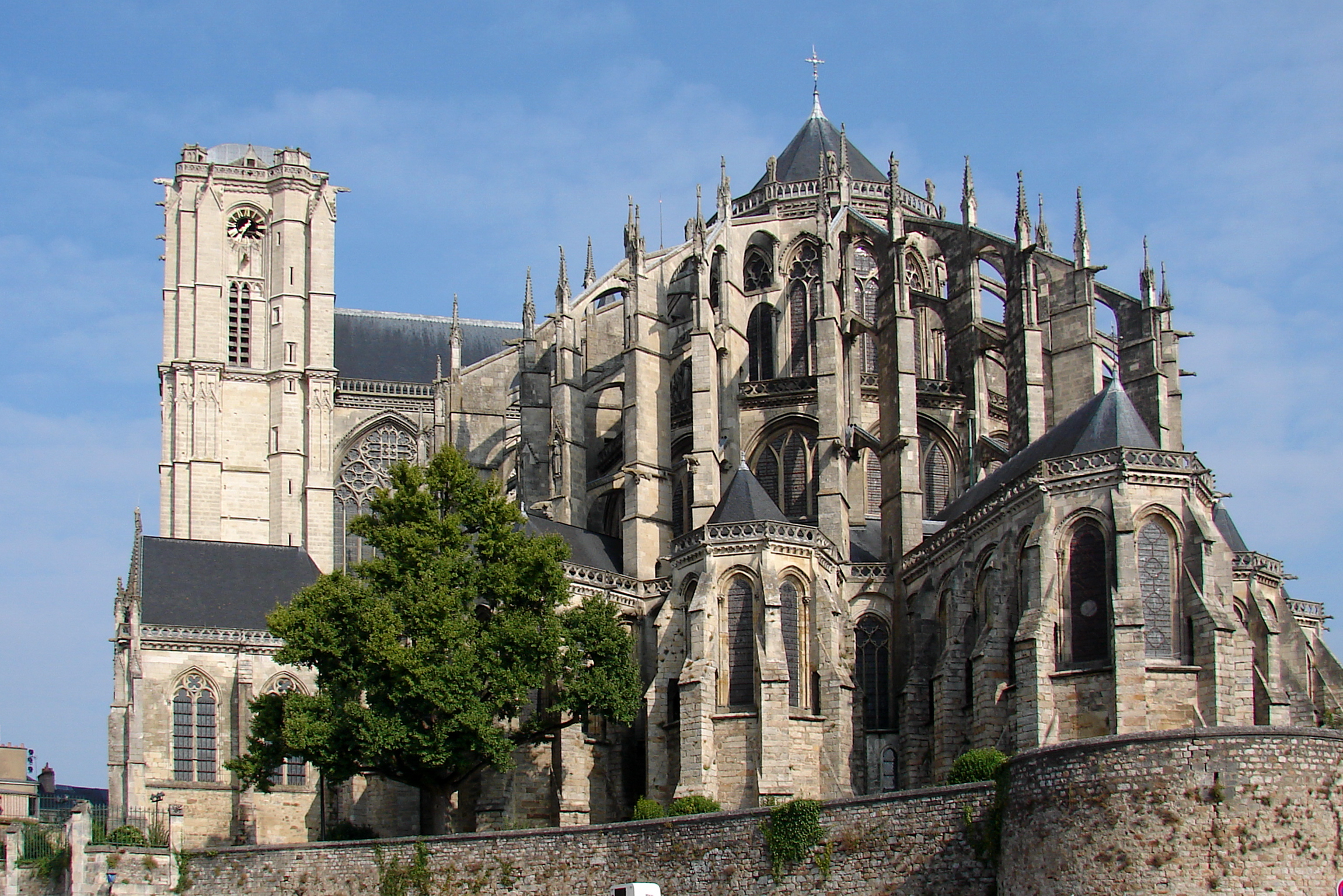
La cathédrale Saint-Julien du Mans
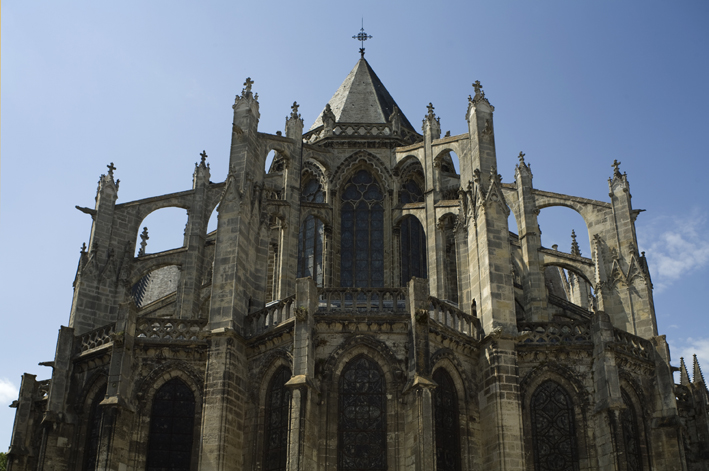
La cathédrale Saint-Gatien de Tours